# 1471 Tornio
1471 Tornio este un asteroid din centura principală, descoperit pe 16 septembrie 1938, de Yrjö Väisälä.